# Tomáš Michálek
Tomáš Michálek (ur. 27 listopada 1977 w Pradze) – czeski piłkarz grający na pozycji pomocnika. Były gracz Wisły Płock.
Jako junior grał w takich klubach jak : TJ Spartak Pečky, Bohemians Praga, Sparta Praga, FK Český Brod, FK Mogul Kolín